# لاتین‌نویسی کره‌ای
لاتین‌نویسی کره‌ای (انگلیسی: Romanization of Korean؛ کره‌ای: 한국어 로마자 표기법) به سیستم‌هایی که زبان کره‌ای را در الفبای لاتین نشان می‌دهند، اشاره می‌کند. به الفبای بومی زبان کره‌ای، هانگول گفته می‌شود، که از لحاظ تاریخی توأم با هانجا (نویسه‌های چینی) به کار می‌رفته‌است، اگر چه امروزه این عمل نادر شده‌است.
روماجا (romaja) به‌طور تحت‌اللفظی در کره‌ای به معنای الفبای رومی است و به خط لاتین اشاره می‌کند. «روماجا» نباید با «لاتین نویسی (romanization)» اشتباه گرفته شود. اولی را می‌توان برای استفاده از الفبای لاتین در متن کره‌ای به کار برد —خواه کلمه کره‌ای باشد یا غیر کره‌ای— در حالی که دومی به نوشتن کلمات کره‌ای با الفبای لاتین اشاره می‌کند: لاتین نویسی یکی از کلمات در یک متن کره‌ای یا نوشتن کل متن کره‌ای با استفاده از الفبای لاتین.

## سیستم‌ها
طرح‌های لاتین‌نویسی زیادی مورد استفاده قرار می‌گیرند:
- لاتین‌نویسی کره‌ای اصلاح‌شده (اختصاری RR): این رایج‌ترین سیستم مورد استفاده و عموماً پذیرفته شده برای لاتین‌نویسی کره‌ای است. این سیستم شامل قوانین هم برای ترانویسی و هم برای نویسه‌گردانی است. کره جنوبی در حال حاضر از این سیستم که در سال ۲۰۰۰ تصویب شد، استفاده می‌کند. نشان‌های راهنمایی و رانندگی و کتاب‌های درسی، باید هر چه زودتر از این قوانین پیروی کنند و طبق برآورد هزینهٔ پیش‌بینی‌شده توسط دولت، حداقل ۵۰۰ تا ۶۰۰ میلیون دلار مورد نیاز است.[۱][۲][۳]
- مک‌کیون–ریشاور (اختصاری MR؛ ۱۹۳۷؟): نخستین ترانویسی برای به دست آوردن پذیرش است. نسخهٔ اندکی اصلاح شدهٔ مک‌کیون-ریشاور، سیستم رسمی لاتین‌نویسی کره‌ای در کره جنوبی از سال ۱۹۸۴ تا ۲۰۰۰ بوده‌است و با تغییرات جزئی دیگری، هنوز سیستم رسمی در کره شمالی است. مک‌کیون–ریشاور از بریو، آپاستروف و دو نقطه استفاده می‌کند، دو مورد آخر برای نشان دادن مرزهای ارتوگرافیک هجایی در مواردی که مبهم است، استفاده می‌شوند.
- ای‌ال‌ای-ال‌سی/ سیستم کتابخانهٔ کنگرهٔ ایالات متحده آمریکا بر اساس مک‌کیون–ریشاور است اما از آن منحرف شده‌است. بر خلاف مک‌کیون–ریشاور، به تقسیم کلمه در هفت صفحه با جزئیات می‌پردازد. هجاها همیشه از نام‌های کوچک با خط پیوند جدا می‌شوند، که مک‌کیون ریشاور هرگز این کار را نکرده‌است. تغییرات صدا بیشتر از مک‌کیون–ریشاور نادیده گرفته می‌شوند. ای‌ال‌ای-ال‌سی همچنین بین «‘» و «’» تمایز قائل می‌شود.[۴]
- ییل (۱۹۴۲): این سیستم در بین زبان‌شناسان برای لاتین‌نویسی استاندارد کره‌ای مشخص شده‌است. کشش‌های واکه در تلفظ گویشی یا قدیمی با ماکرون نشان داده می‌شوند. در غیر این صورت در مواردی که مبهم است، مرزهای هجایی اورتوگرافیک با یک نقطه مشخص می‌شوند. این سیستم همچنین همخوان‌هایی را نشان می‌دهد که از ارتوگرافی کره‌ای یک کلمه و تلفظ استاندارد ناپدید شده‌اند.
- ایزو/تی‌آر ۱۱۹۴۱ (۱۹۹۶): این در واقع دو استاندارد متفاوت با یک نام دارد: یکی برای کره شمالی (DPRK) و دیگری برای کره جنوبی (ROK). ارسال اولیه به ایزو به شدت براساس سیستم ییل و یک تلاش مشترک بین دو کشور بود، اما آن‌ها نمی‌توانستند روی پیش‌نویس نهایی توافق کنند. یک مقایسهٔ سطحی بین این دو در اینجا موجود است:
- لاتین‌نویسی فرد لوکوف، توسعه یافته در سال‌های ۱۹۴۵–۱۹۴۷ برای کتاب‌های درسی «صحبت کردن کره‌ای» فرد لوکوف[۵]
- لاتین‌نویسی کره‌ای (۱۹۹۲): لاتین‌نویسی رسمی در کره شمالی